# Панчевский мост
Панчевский мост (серб. Панчевачки мост) — совмещенный автомобильно-железнодорожный мост через Дунай в Белграде, Сербия. Назван в честь города Панчево (в Воеводине), который соединён с Белградом этим мостом. Мост расположен в общине Палилула, являющейся единственной общиной по обоим берегам Дуная. Расположен возле порта.

## История
Строительство моста началось 27 октября 1933 года. Открытие моста состоялось в 1935 году регентом Югославии Павлом Карагеоргиевичем. Мост был назван в честь несовершеннолетнего короля Югославии Петра II. После бомбёжки 6 апреля 1941 года в начале Второй мировой войны, югославская армия решила взорвать три моста в Белграде, чтобы замедлить вторжение немецкой армии. Мост был разрушен в ночь с 10 на 11 апреля 1941 года. Немцы восстановили его во время оккупации 1941-1944 годов и взорвали при отступлении в октябре 1944 года.
Решение о восстановлении моста было принято Советом министров СССР 27 сентября 1945 г. Начальником работ был назначен генерал-лейтенант В. А. Головко, главным инженером и первым заместителем директор-полковник Н. М. Колоколов. Согласно проекту восстановления моста, составленному группой советских инженеров под руководством Н. М. Колоколова, он строился по схеме: 88+2x70,6+87,50+70,6+87,5+160,05+ 2x55+44,9+8x32,0. Мост общей длиной 1526 м был построен за шесть месяцев. Первый поезд по нему прошел 7 ноября 1946 г. В постоянную эксплуатацию его сдали во вторую годовщину создания Федеративной Народной Республики Югославии — 22 ноября 1946 года. В строительстве моста участвовали три советских инженерных и мостовых батальона, часть кораблей Дунайской военной флотилии, специально созданное советское строительное управление № 300. В праздничном открытии моста участвовали десятки тысяч жителей Белграда, в том числе и всё правительство Югославии во главе с маршалом Тито, по инициативе которого мосту было присвоено название Мост Красной Армии (серб. Most Crvene Armije). Все советские и югославские строители были награждены специально учреждённой медалью «За строительство моста через Дунай в Белграде в 1946 г.» 
Спустя 20 лет в 1965 году на мосту проведён капитальный ремонт. Не считая Джердапских дамб на румынской границе, Панчевский мост был единственным на сербской части Дуная, не подвергшимся разрушениям НАТОвской авиации во время бомбардировок Сербии с 24 марта по 12 июня 1999 года.